# Spilosmylus lichenoides
Spilosmylus lichenoides är en insektsart som beskrevs av Navás 1913. Spilosmylus lichenoides ingår i släktet Spilosmylus och familjen vattenrovsländor. Inga underarter finns listade i Catalogue of Life.